# Trybunał inkwizycji rzymskiej w Kolonii
Trybunał inkwizycji rzymskiej w Kolonii – jedyny trybunał inkwizycji rzymskiej działający w XVII – XVIII wieku w krajach niemieckojęzycznych. Był kierowany przez dominikanów.

## Historia

### Średniowiecze
Nadrenia była ośrodkiem działalności inkwizycji papieskiej już w średniowieczu. W 1364 Ludwig de Caliga został mianowany pierwszym inkwizytorem kolońskiej prowincji kościelnej przez papieża Urbana V, a od 1372 prawo mianowania inkwizytorów na tym obszarze uzyskał prowincjał dominikańskiej prowincji zakonnej Teutonii. Począwszy od 1435 utarła się praktyka wyznaczania jednego inkwizytora dla trzech metropolii nadreńskich: kolońskiej, mogunckiej i trewirskiej. Z reguły na urząd ten wyznaczani byli dominikanie z konwentu kolońskiego. Najsłynniejszymi spośród nich byli Jakob Sprenger (1481–1495) i Jakob van Hoogstraten (1508–1527). Jednakże w drugiej połowie XVI wieku, pomimo postępów reformacji, nominacji tych zaniechano i na przełomie XVI/XVII wieku w Niemczech nie było w ogóle trybunałów inkwizycyjnych. W 1583 ówczesny arcybiskup Kolonii Gebhard Truchsess von Waldburg przeszedł na protestantyzm i próbował dokonać sekularyzacji arcybiskupstwa, co wywołało kilkuletnią wojnę, zakończoną zwycięstwem stronnictwa katolickiego i objęciem archidiecezji przez nowego arcybiskupa Ernesta Wittelsbacha z Bawarii.

### Trybunał inkwizycji rzymskiej (1606–1794)
Papież Paweł III w 1542 utworzył w Rzymie Kongregację Świętego Oficjum Inkwizycji, czyli organ Kurii Rzymskiej mający za zadanie koordynowanie działalności lokalnych trybunałów inkwizycyjnych. Początkowo obszar jej oddziaływania ograniczał się do państw włoskich. Sytuacja zaczęła zmieniać się pod koniec XVI wieku.
W 1584 w Kolonii utworzona została stała nuncjatura apostolska. Podobnie jak we Włoszech i innych krajach, zadaniem nuncjusza było utrzymywanie kontaktu nie tylko z papieskim Sekretariatem Stanu, ale także z Kongregacją Świętego Oficjum. Nuncjatura zainicjowała regularną kontrolę rynku książek w Kolonii i Nadrenii, a nuncjusz uzyskał także uprawnienia inkwizytorskie.  
W 1606 pod naciskiem nuncjusza Coriolano Garzadoro dominikanie kolońscy zorganizowali w Kolonii na nowo trybunał inkwizycyjny z nominalną jurysdykcją nad metropoliami Kolonii, Moguncji i Trewiru. Inkwizytor był odtąd mianowany przez Kongregację Świętego Oficjum w Rzymie i przed nią odpowiedzialny. Na miejscu zobowiązany był do ścisłej współpracy z nuncjaturą i arcybiskupem Kolonii. Jego kompetencje były ograniczone, nie mógł samodzielnie wszczynać procesów ani wydawać nakazów aresztowania. W praktyce jego główne zadania sprowadzały się do cenzury publikacji oraz przyjmowania abiuracji protestantów chcących dobrowolnie nawrócić się na katolicyzm. Mimo to urząd inkwizytora Kolonii cieszył się dużym prestiżem w zakonie dominikańskim. W wewnątrzzakonnej hierarchii trybunałów inkwizycyjnych zaliczany był do trybunałów pierwszej (najwyższej) klasy.
Inkwizytorzy Kolonii oraz kolońska nuncjatura nie odegrały żadnej roli w wielkich polowaniach na czarownice w Nadrenii w okresie wojny trzydziestoletniej (1618–1648).
Sebastian Knippenberg, inkwizytor w latach 1693–1733, zasłynął tym, że niektóre jego prace w 1719 roku znalazły się na rzymskim Indeksie ksiąg zakazanych, a mimo to zachował urząd inkwizytorski aż do śmierci. 
Trybunał w Kolonii oraz kolońska nuncjatura zostały zlikwidowane przez okupacyjne władze rewolucyjnej Francji, która anektowała Kolonię w 1794. Ostatni inkwizytor Kolonii, Hyazinth Franck (mianowany w 1780) żył jeszcze w grudniu 1796.

## Inkwizytorzy Kolonii (1606–1794)
- Gisbert Specht OP (1606–1611)[6]
- Cosmas Morelles OP (1612–1636)[6]
- Johann Philipp Fridt OP (1636–1654)[6]
- Nikolaus Haustadt OP (1655–1668)[6]
- Christoph Spies OP (1669–1674)[6]
- Caspar von Cöllen OP (1675–1683)[6]
- Leonard Messen OP (1684–1692)[6]
- Sebastian Knippenberg OP (1693–1733)[6]
- Ludwig Fliegen OP (1733–1761)[6]
- Peter Brantten OP (1761–1780)[6]
- Hyazinth Franck OP (1780–1794, zm. po 1796)[6]